# NGC 416
NGC 416 是杜鹃座的一個球狀星團。它于1826年9月5日由詹姆士·敦洛普所发现。詹姆士·敦洛普表示NGC 416“微弱、相当小、呈圆形、越往中间看NGC 416越亮”。它距离小麦哲伦星系约 199,000 ± 9,800  ly (61,000 ± 3,000  pc ) 。